# Иван Куршумов
Иван Златев Куршумов е български политик от БЗНС.

## Биография
Роден е на 11 април 1911 година в ямболското село Иречеково. Има средно специално образование. Член на БЗНС от 1931 година. Завършва педагогическа гимназия. През следващите години преподава в единственото училище в селото заедно със своя по-голям брат – Стойно Куршумов. През Втората световна война Иван Куршумов се присъединява тайно към местното социалистическо движение. По време на войната се отличава с всеотдайност и борбен дух: помага на бедните деца и пострадалите семейства, като собственоръчно им набавя необходими стоки като храна, дрехи, обувки и дърва със собствени средства. След 9 септември 1944 година става секретар първоначално на околийския, а след това и на окръжния комитет на ОФ. Известно време е председател на околийското ръководство на БЗНС. Между 1959 и 1971 година е заместник-председател на ИК на ОНС, а от 1971 до 1975 г. е председател на окръжното ръководство на БЗНС. Член е на УС на БЗНС. Член на Бюрото на I народно събрание и на Националния съвет на ОФ.